# Brekovo
Brekovo (Servisch: Бреково) is een plaats in de Servische gemeente Arilje. De plaats telt 671 inwoners (2002).